# Polytribax contiguus
Polytribax contiguus är en stekelart som först beskrevs av Cresson 1864.  Polytribax contiguus ingår i släktet Polytribax och familjen brokparasitsteklar. Inga underarter finns listade i Catalogue of Life.